# Calotta di ghiaccio della Cordigliera

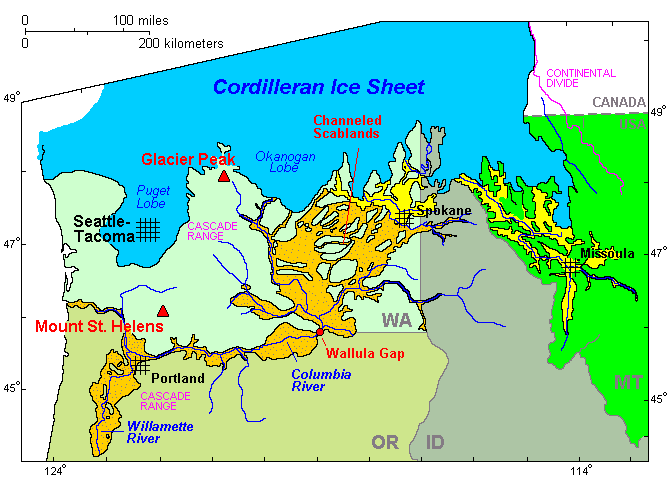
Il margine meridionale della calotta di ghiaccio che si estendeva verso nord lungo l'Oceano Pacifico e ricopriva la penisola dell'Alaska.

La calotta di ghiaccio della Cordigliera era un'importante calotta di ghiaccio che coprì periodicamente grandi parti dell'America settentrionale durante i periodi glaciali nel corso degli ultimi ~2,6 milioni di anni.

## Descrizione
La calotta comprendeva le seguenti aree:
- Montana occidentale
- L'Idaho Panhandle
- Lo stato di Washington settentrionale all'incirca giù fino a Olympia e Spokane
- Tutta la Columbia Britannica
- Il terzo sud-occidentale o giù di lì del Territorio dello Yukon
- Tutta l'Alaska Panhandle
- Alaska centro-meridionale
- La Penisola di Alaska
- Quasi tutta la piattaforma continentale a nord dello Stretto di Juan de Fuca

La calotta di ghiaccio copriva fino a 2,5 milioni di chilometri quadrati all'Ultimo massimo glaciale e probabilmente più di quello in alcuni periodi precedenti, quando potrebbe essersi estesa fino all'estremità nord-orientale dell'Oregon e ai Monti del Salmon River nell'Idaho. È probabile, però, che anche il suo margine settentrionale sia migrato a sud a causa dell'influenza del prosciugamento causato dai bassissimi livelli di precipitazioni. 
Alla sua estremità orientale la calotta di ghiaccio della Cordigliera si fondeva con il ghiacciaio Laurentide in corrispondenza dello spartiacque continentale, formando un'area di ghiaccio che conteneva una volta e mezza l'acqua che la calotta di ghiaccio dell'Antartico contiene oggi. Alla sua estremità occidentale si crede oggigiorno che esistessero parecchi piccoli refugia glaciali durante l'ultimo massimo glaciale, al di sotto dell'attuale livello del mare nello Stretto di Hecate, ora sommerso, e sulla Penisola di Brooks nell'Isola di Vancouver settentrionale. Tuttavia, le prove di refugia liberi dai ghiacci al di sopra dell'attuale livello del mare a nord della Penisola Olimpica sono state confutate dagli studi genetici e geologici fin dalla metà degli anni 1990. La calotta di ghiaccio si attenuava a nord della Catena dell'Alaska perché il clima era troppo secco per formare ghiacciai.
Diversamente dal ghiacciaio Laurentide, che si ritiene abbia impiegato quasi undicimila anni per sciogliersi completamente, si crede che la calotta di ghiaccio della Cordigliera, tranne aree che rimangono ghiacciate ancora oggi, si sia sciolta molto rapidamente, probabilmente in quattromila anni o meno. Questo rapido scioglimento causò inondazioni come l'esondazione del Lago Missoula e plasmò la topografia dell'Inland Empire del Washington orientale.

## Livelli del mare durante la glaciazione
A causa del peso del ghiaccio, il territorio continentale dell'America settentrionale nord-occidentale così depresso che i livelli del mare in corrispondenza dell'ultimo massimo glaciale erano oltre cento metri più alti di quanto sono oggi (misurati in base al livello del substrato).
Tuttavia, sul margine occidentale delle Haida Gwaii (un tempo note come le Isole della Regina Carlotta), il minor spessore della calotta di ghiaccio significa che i livelli del mare erano di 170 metri più bassi di quanto sono oggi, formando un lago nelle parti più profonde dello stretto. E questo accadeva perché lo spessore molto maggiore della parte centrale della calotta di ghiaccio serviva a spingere verso l'alto le aree al margine della piattaforma continentale in un rigonfiamento periferico glaciale. L'effetto di questo durante la deglaciazione fu che i livelli del mare al margine della calotta di ghiaccio, che naturalmente si sgelarono per primi, inizialmente si alzarono a causa di un aumento del volume dell'acqua, ma in seguito calarono per un rimbalzo isostatico dopo la glaciazione. Alcune formazioni sottomarine lungo il Nord-ovest Pacifico furono esposte a causa dei livelli inferiori del mare, incluso il Bowie Seamount a ovest delle Haida Gwaii, che è stato considerato come un'isola vulcanica attiva per tutta l'ultima era glaciale.
Questi effetti sono importanti perché sono stati usati per spiegare come le popolazioni che migrarono in Nord America attraverso la Beringia, furono in grado di spostarsi verso sud durante il processo di deglaciazione unicamente grazie all'esposizione della terra sommersa fra il territorio continentale e le numerose isole continentali. Essi sono importanti per comprendere la direzione che ha preso l'evoluzione dopo che il ghiaccio si era ritirato.
Perfino oggi, la regione è notevole per i suoi rapidi cambiamenti del livello del mare che, tuttavia, hanno poco effetto sulla maggior parte della costa, a causa della presenza di numerosi fiordi.